# Shire of Broome
Shire of Broome is een Local Government Area (LGA) in de regio Kimberley in West-Australië. Shire of Broome telde 16.959 inwoners in 2021. De hoofdplaats is Broome.

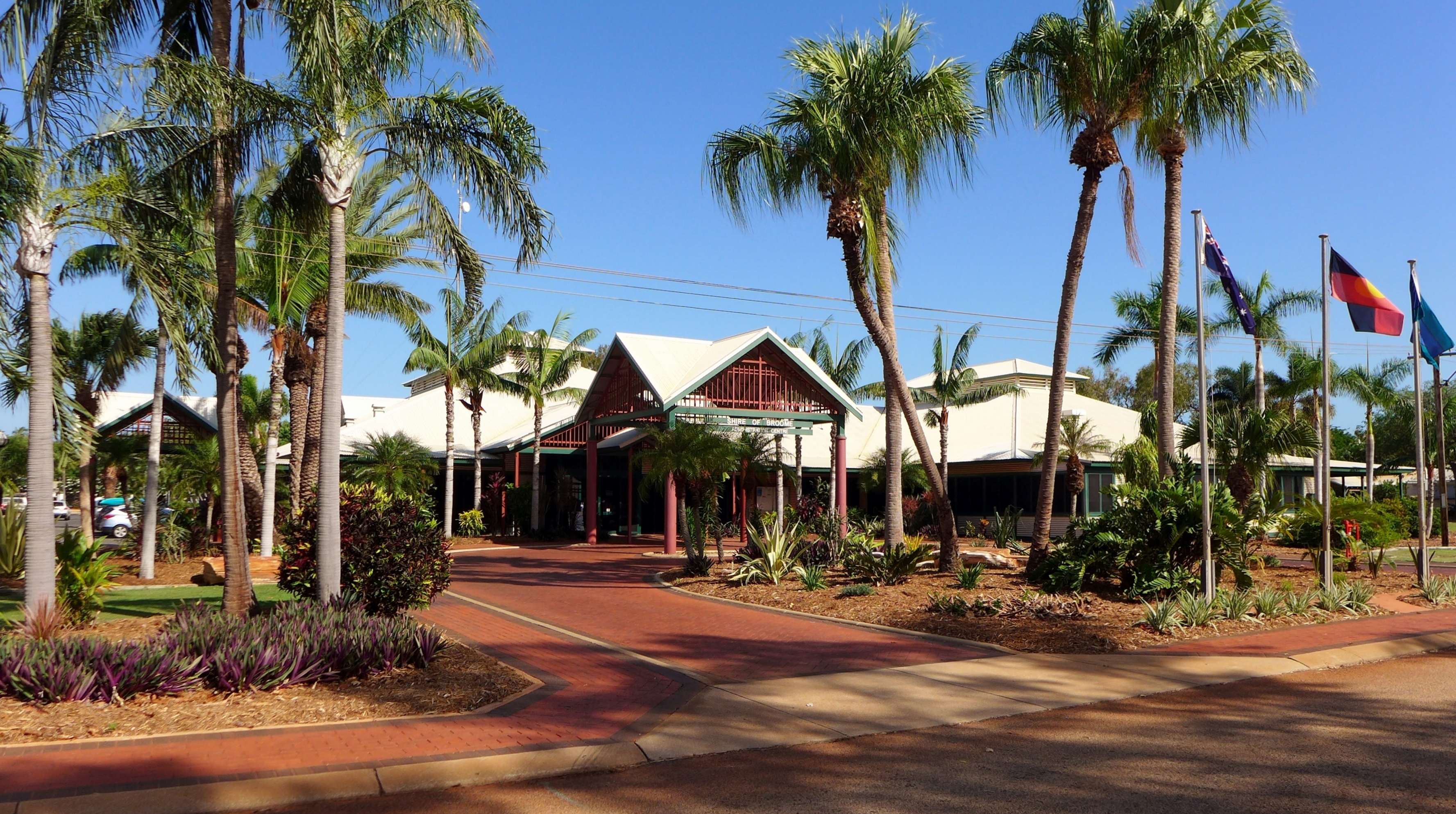
Districtskantoren in 2019

## Geschiedenis
Op 15 november 1901 werd het 'Broome Road District' en op 30 september 1904 het 'Broome Municipal District' opgericht. Het 'Broome Road District' werd op 24 juli 1908 ontbonden en bij het 'West Kimberley Road District' gevoegd. In december 1918 werd het 'Broome Road District' heropgericht, het 'Broome Municipal District' ontbonden en aan het 'Broome Road District' toegevoegd. Ten gevolge de 'Local Government Act' van 1960 veranderde het 'Broome Road District' van naam en werd op 23 juni 1961 de 'Shire of Broome'.

## Beschrijving
'Shire of Broome' is een district in de regio Kimberley. De hoofdplaats is Broome. Het is ongeveer 56.000 km² groot, heeft 900 kilometer kust en ligt ongeveer 1.700 kilometer ten noordnoordoosten van de West-Australische hoofdstad Perth. Het district telde 16.959 inwoners in 2021. Er leven 84 Aboriginesgemeenschappen in het district en er bestaan verscheidene native title-claims.
De veeteelt, parelindustrie, visserij, landbouw en de olie- en gasindustrie behoren tot de belangrijkste economische activiteiten van het district.

## Plaatsen, dorpen en lokaliteiten
- Broome
- Ardyaloon (One Arm Point/Bardi)
- Beagle Bay
- Bidyadanga
- Djarindjin (Lombadina)